# Resolució 942 del Consell de Seguretat de les Nacions Unides
La Resolució 942 del Consell de Seguretat de les Nacions Unides fou adoptada el 23 de setembre de 1994. Després de reafirmar totes les resolucions del Consell de Seguretat sobre la situació a Bòsnia i Hercegovina, el Consell va reforçar les mesures relacionades amb les zones segures sota el control dels serbis de Bòsnia.
El Consell de Seguretat volia solucionar el conflicte a l'antiga Iugoslàvia mitjançant la negociació i preservant la integritat territorial dels països de la regió. Els serbis de Bòsnia s'havien negat a acceptar l'acord territorial proposat i això va ser condemnat. Es va afirmar que s'havien imposat totes les mesures adoptades en aquesta i anteriors resolucions per contribuir a una solució negociada.
Actuant amb el Capítol VII de la Carta de les Nacions Unides, el Consell va expressar la seva aprovació per l'acord territorial i que va ser acceptat per totes les parts, excepte els serbis de Bòsnia, el que va ser condemnat. Totes les parts van haver d'observar l'alto el foc acordat el 8 de juliol de 1994 i cessar les hostilitats.
Es van enfortir les mesures de seguretat a les àrees sota el control dels serbis de Bòsnia. Es va decidir que tots els estats s'abstinguessin de converses polítiques amb aquesta part fins que havia acceptat les propostes.
A més, es va instruir a tots els estats:
(a) a prohibir les activitats econòmiques propietat o controlades per les forces serbobosnianes del seu territori, excloent la prestació de l'ajuda humanitària i els productes alimentaris notificats al Comitè establert a la resolució 724 (1992);
(b) congelació de fons de les forces sèrbies de Bòsnia;
(c) impedir la prestació de serveis excloses telecomunicacions, correu postal, assistència jurídica o serveis autoritzats pel Govern de Bòsnia i Hercegovina;
(d) imposar prohibicions de viatge als funcionaris serbis de Bòsnia i als que actuessin en nom d'aquestes autoritats;
(e) prohibir al trànsit fluvial d'entrar a ports controlats per forces serbobosnianes, tret que sigui autoritzat cas per cas;
(f) impedir la desviació de beneficis de les zones sota el control dels serbis de Bòsnia a altres àrees, incloses les àrees protegides de les Nacions Unides a Croàcia.
Les disposicions no serien aplicables a la Força de Protecció de les Nacions Unides (UNPROFOR), Conferència Internacional de Pau sobre l'antiga Iugoslàvia o la Missió de seguiment de la Comunitat Europea, es revisarien cada quatre mesos i en el cas d'una acceptació de les propostes de la part sèrbia de Bòsnia. Finalment, es va instruir al Secretari General Boutros Boutros-Ghali que prestés assistència al Comitè.
La resolució 942 va ser aprovada per 14 vots contra cap, amb una abstenció de la República Popular de la Xina.